# Gardisten 3

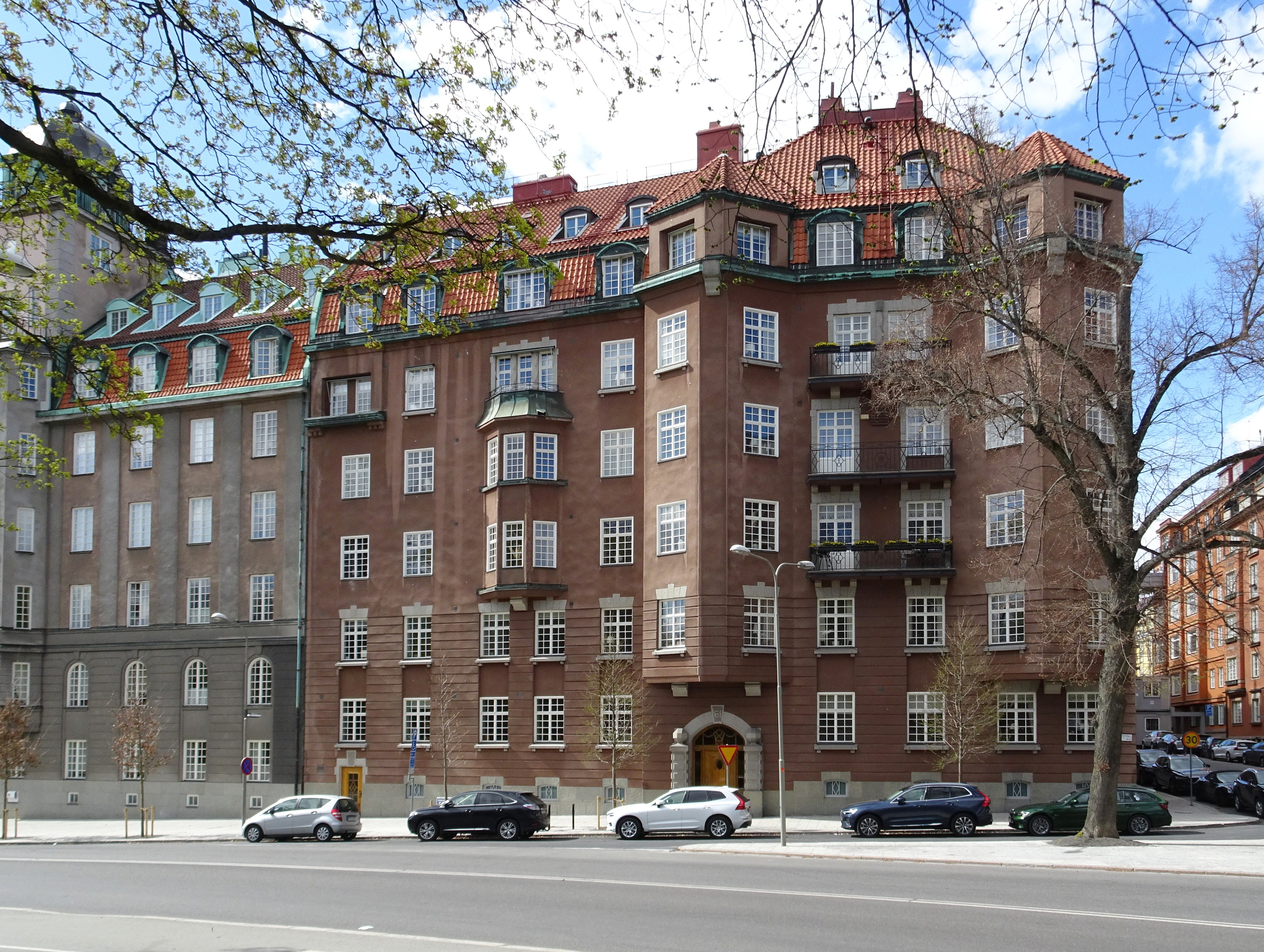
Gardisten 3, fasad mot Strandvägen 61, maj 2022.

Gardisten 3 är en kulturhistoriskt värdefull fastighet i kvarteret Gardisten i hörnet Strandvägen 61 / Ulrikagatan 6 på Östermalm i Stockholm. Byggnaden uppfördes 1914–1915 efter ritningar av arkitektkontoret Östlihn & Stark och är grönmärkt av Stadsmuseet i Stockholm vilket betyder "särskilt värdefull från historisk, kulturhistorisk, miljömässig eller konstnärlig synpunkt".

## Bakgrund

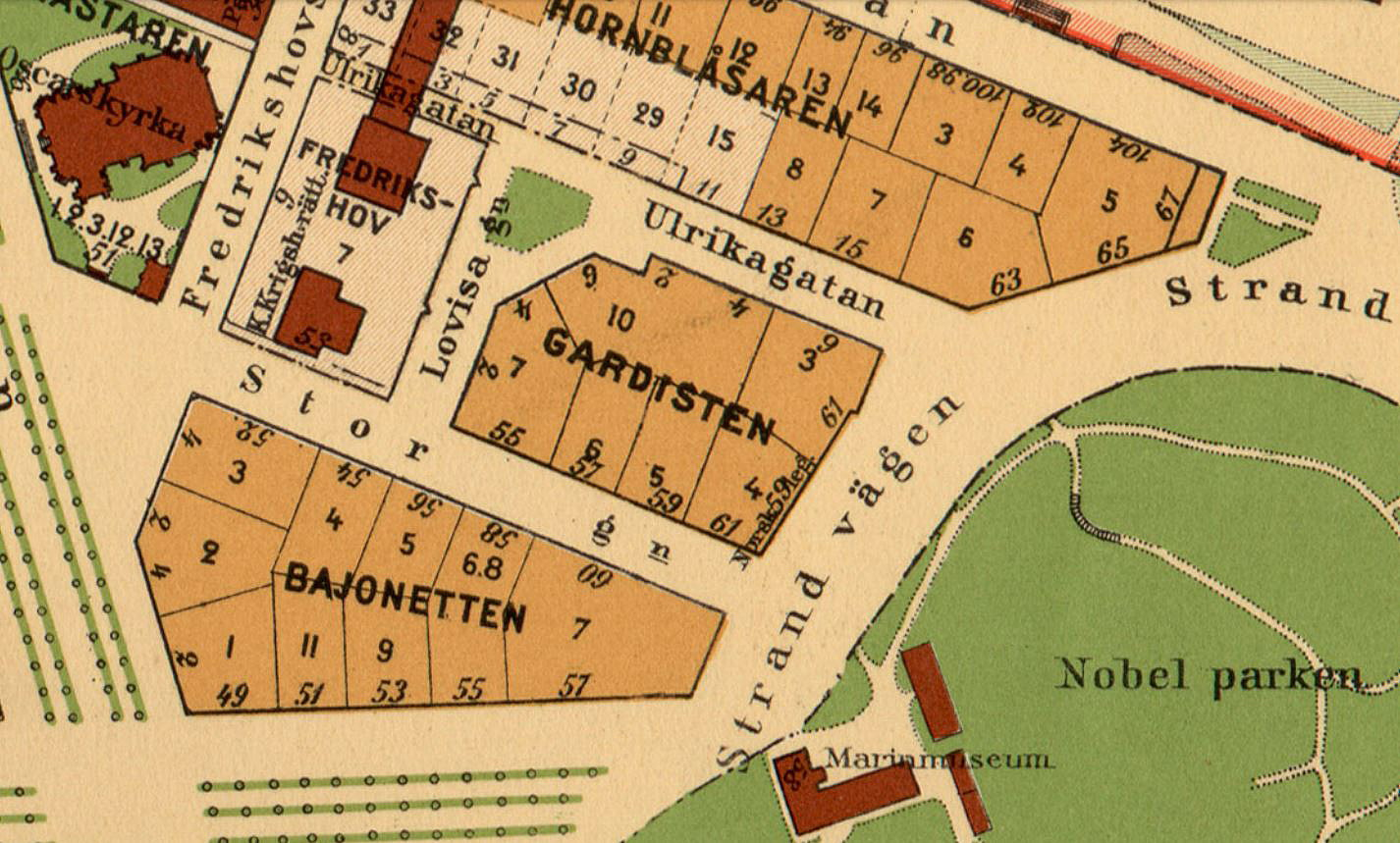
Gardisten på 1930-talet.

Tidigare låg här storkvarteret Terra Nova större som hade sitt namn efter skeppsvarvet Terra Nova. I slutet av 1800-talet bildades på en mindre del av Terra nova större (motsvarande Svea livgardes kaserner) kvarteret Trumman som i sin tur blev platsen för kvarteret Gardisten och norra grannkvarteret Hornblåsaren. 
Idag påminner ett 60-tal liknade kvartersnamn om den långa militära epoken på Östermalm. Gardisten, belägen strax öster om Fredrikshov, fick sin nuvarande bebyggelse först på 1910-talet sedan större delen av Fredrikshovs och Svea livgardes byggnaderna rivits. Före 1914 ingick denna del av Strandvägen i Kavallerivägen som då bytte namn till Strandvägen och förlängdes förbi Diplomatstaden fram till Djurgårdsbrunnsvägen.

## Byggnadsbeskrivning

### Exteriör

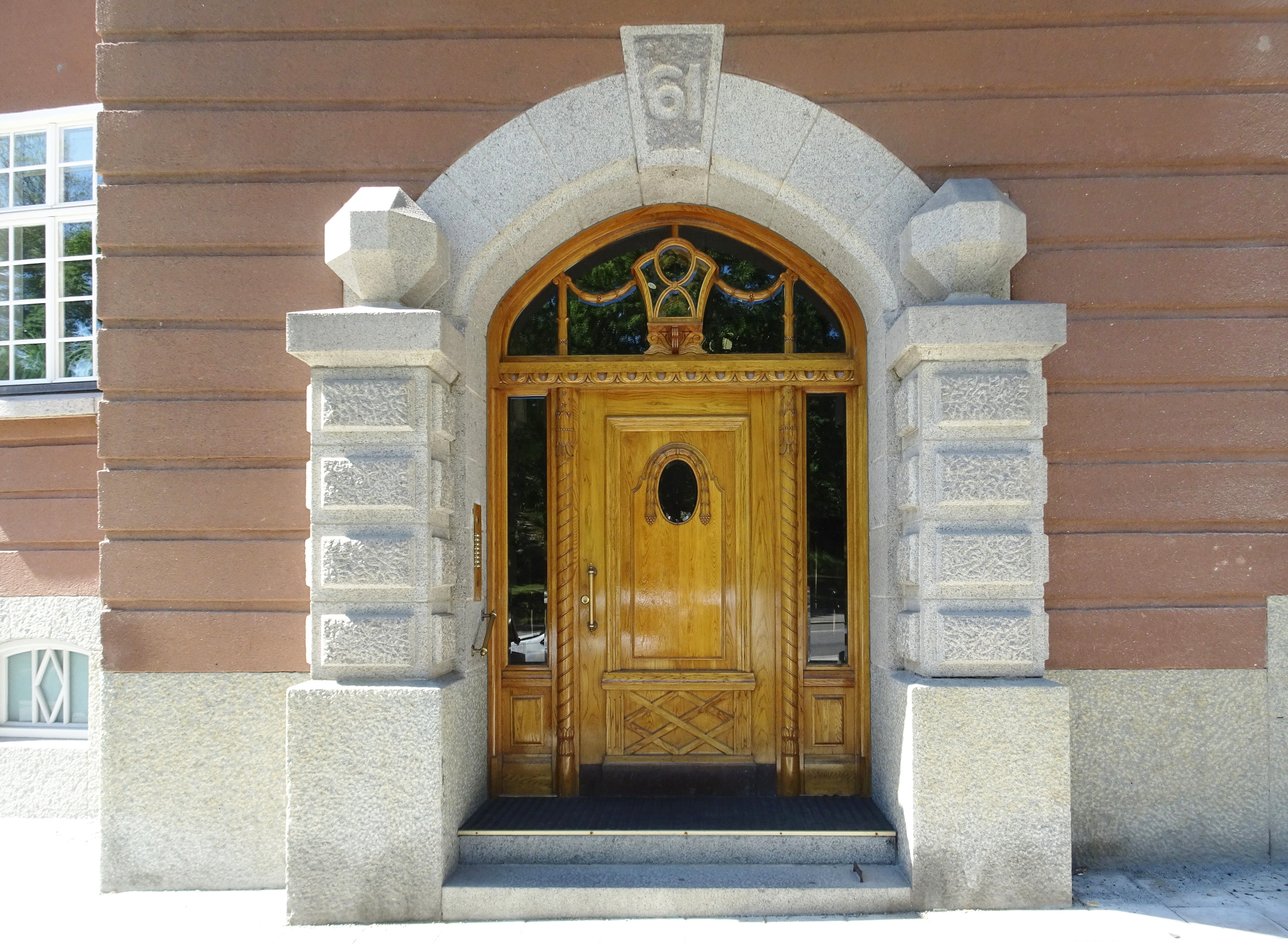
Huvudentrén, Strandvägen 61.

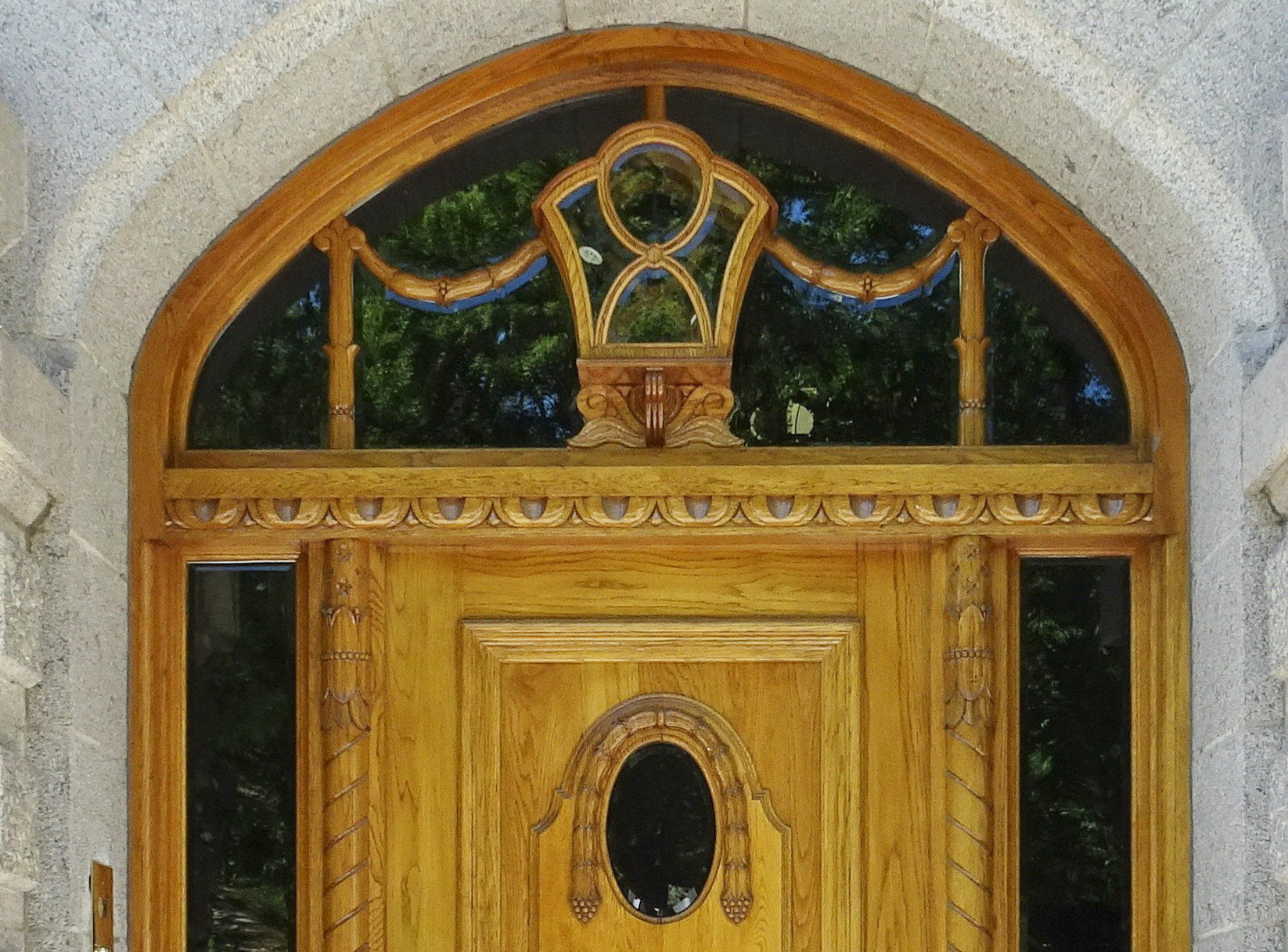
Portöverstycket med snidade girlanger.

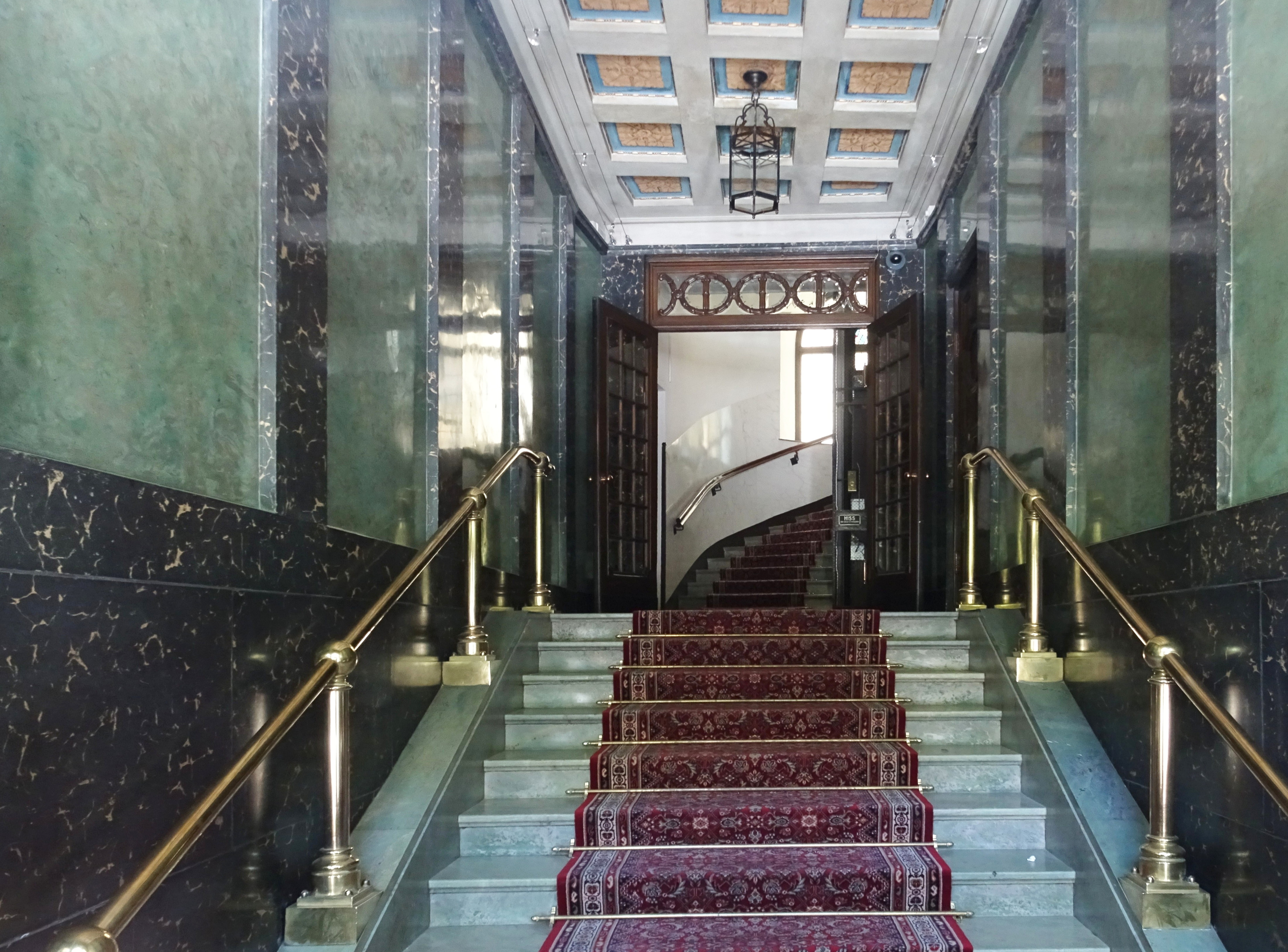
Entréhallen.

Den attraktiva hörntomten mittemot Nobelparken och Gamla Skogsinstitutet förvärvades 1913 av byggmästaren Oscar Herrström som även uppförde huset. Herrström utövade en omfattande byggverksamhet kring sekelskiftet 1900 med ett femtiotal ny- och ombyggnader. Vid Strandvägen är han representerat genom Sergeanten 7, Bajonetten 1, Bajonetten 11 och Bajonetten 9 som han uppförde för Isaak Hirsch. Han uppträdde också som byggherre, så skedde vid bygget av Gardisten 3.
Till arkitekt anlitade han det vid tiden välkända arkitektkontoret Östlihn & Stark som drevs av arkitekterna Josef Östlihn och Albin Stark. Byggnaden fick fem våningar med en inredd takvåning och en exteriör i nationalromantisk stil. På grund av kostnadsbesparingar och brist på material, förorsakat genom första världskrigets utbrott, fick byggnaden fasader i rödbrun färgat terrassitputs, istället för tegel. Sockeln, fasaddetaljer och portens portalomfattning utfördes dock i granit. Husets hörn är formgiven som ett fem våningar högt burspråk som sträcker sig med en våning över takfoten. På fasaderna mot Strandvägen respektive Ulrikagatan finns ytterligare burspråk i olika utföranden.

### Interiör
Huvudentrén mot Strandvägen är oförändrad med ursprunglig glasad och rik snidad träport samt en portal som består av två skulpterade pelare i granit med ett stiliserat klot på toppen. Portalens valv är svagt spetsbågigt och slutsten bär inskriptionen 61, husets gatuadress. I entrén innanför är golv och trappa av ljusgrön marmor. Handlederna är fristående och tillverkade av polerat mässing. Väggarna är målade i grön marmorerad stucco lustro och fältindelade med svart dito. Taket är kassettindelat där kassetterna är dekorerade med målade rosetter.
Den ursprungliga lägenhetsfördelningen var två stora bostäder per våningsplan, en om åtta rum och kök och en om nio rum och kök. Den senare fick sina rum mot Ulrikagatan och tre paradrum mot Strandvägen. Köksregionen med kök, serveringsgång och jungfrukammare nåddes via en separat kökstrappa från innergården respektive från Ulrikagatan 6. På 1950-talet moderniserade kök och badrum. I början av 2000-talet inreddes råvinden med ytterligare två bostäder.
I samband med en byggnadsinventering 1985 besöktes en av lägenheterna av Stadsmuseet i Stockholm. Vid besiktningstillfället bevarade lägenheten delvis ursprunglig interiör med bland annat öppen spis av vit marmor och mörk boasering för tapetfält i hallen. För övrigt fanns ornerade taklister och halvfranska skjutdörrar samt serveringsgång och kök med ursprunglig skåpinredning, marmordiskbänk och så kallade specerilådor (utdragbara lådor i glas för mjöl, salt, socker, kryddor och liknade).
Lägenheterna har renoverats löpande och har många tidstypiska byggnadsdetaljer bevarade från byggtiden. Vissa lägenheter har dock renoverats kraftigt under senare år. Sammanlagd finns idag 22 lägenheter i Gardisten 3 med en medelarea om 175 m².

## Ägare och boenden
Enligt Stockholms adresskalender från 1916 sålde byggherren Oscar Herrström fastigheten omgående efter färdigställande till en G. Andersson. 1923 omnämns i adresskalendern en fröken H. Kumlien som ägare, bland hyresgästerna fanns ”minister” Rudolf Nadolny, en tysk diplomat och sändebud i Stockholm 1920–1924.
I början av 2000-talet gjorde Gardisten 3 tidningsrubriker och blev en del av den så kallade Skandiaaffären där Ola Ramstedt (dåvarande personalchef för Skandia Liv) lät för bolagets räkning bland annat ”lyxrenovera” sin egen lägenhet i fastigheten. År 2007 såldes fastigheten Gardisten 3 av dåvarande ägaren Diligentia (ett tidigare dotterbolag till Skandia Liv) för 200 miljoner kronor till bostadsrättsföreningen Gardisten 3. Föreningen äger 22 lägenheter med storlekar mellan 26  och 356 m². År 2018 såldes en lägenhet om sju rum och kök (254 m²) för 31 miljoner kronor.